# Anders Dahl

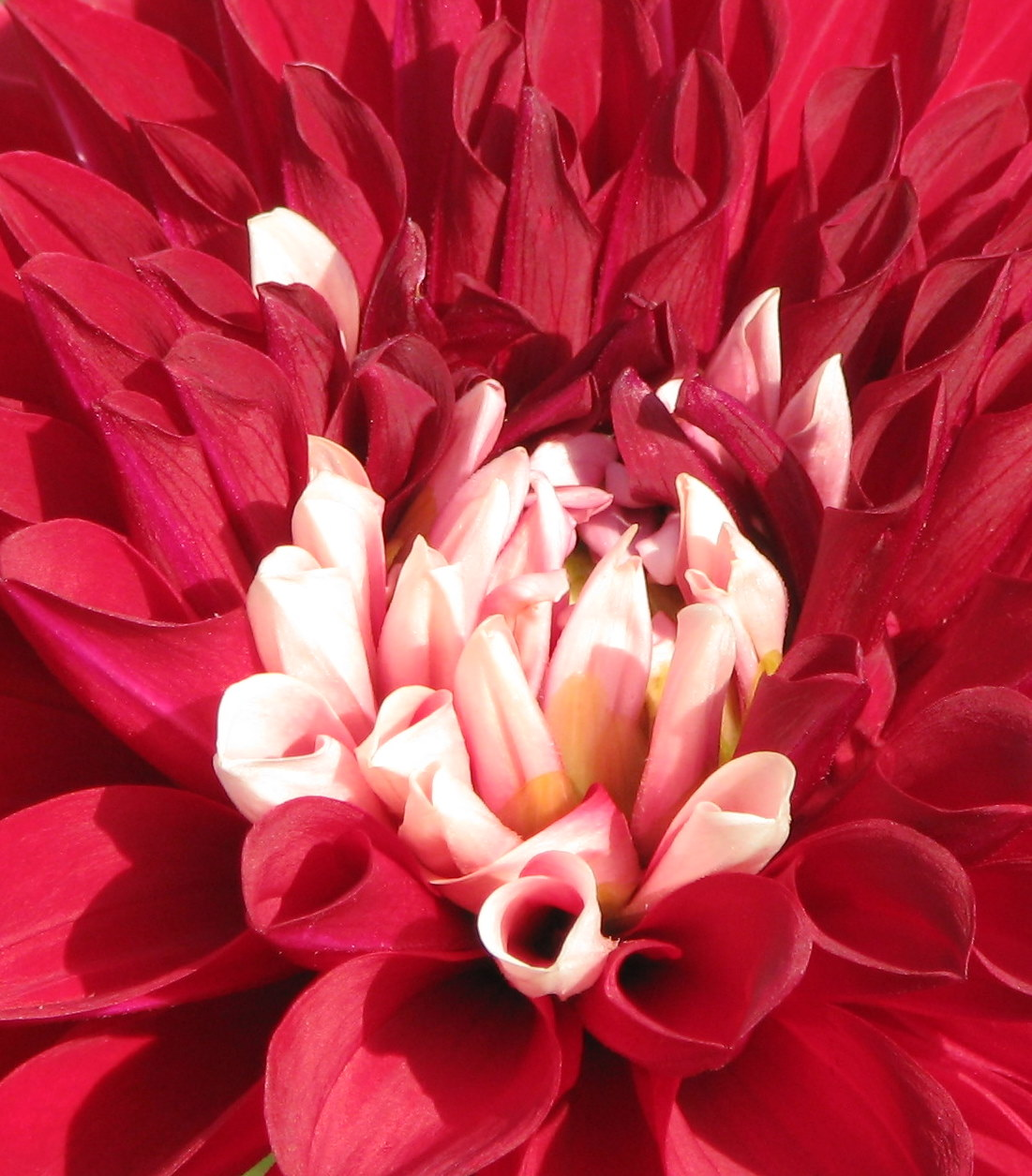
Växtsläktet dahlia är uppkallat efter Anders Dahl.

Anders (ursprungligen Andreas) Dahl, född 17 mars 1751 i Varnhem, Skaraborgs län, död 25 maj 1789, halvbror till Olof Kolmodin d.y., och helbror till Christopher Dahl och Erik Dahl var en svensk botaniker. Vid 4 års ålder flyttade han till Saleby. 
Han skrevs in vid Uppsala universitet 3 april 1770 och blev där en av Carl von Linnés elever. Han arbetade också för att Linnés stora herbarium skulle behållas. Under sin studietid var Dahl flera år anställd hos Clas Alströmer för att ha tillsyn över dennes trädgård och samlingar. I sin ungdom ingick han som en av medlemmarna i det år 1769 grundade Svenska Topographiska Sällskapet i Skara, som bedrev naturalhistoriska studier. 
År 1786 blev Dahl medicine doktor i Kiel samt botanices demonstrator och medicine adjunkt i Åbo 1787. Han utgav Observationes botanicæ cirka Systema vegetabilium divi a Linné editum (1787). Vid Linnés död försökte Dahl rädda dennes samlingar åt Sverige och erbjöd sig köpa dem för samma summa som J. E. Smith, men lyckades inte förvärva den. Den spanske botanikern Antonio José Cavanilles uppkallade Dahliasläktet efter Anders Dahl.
Auktorsnamnet Dahl kan användas för Anders Dahl i samband med ett vetenskapligt namn inom botaniken; se Wikipediaartiklar som länkar till auktorsnamnet.